# أريادنا روميرو
أريادنا روميرو (بالإيطالية: Ariadna Romero)‏ هي عارضة وممثلة كوبية وإيطالية، ولدت في 19 سبتمبر 1986 في كوبا.

## وصلات خارجية
- أريادنا روميرو على موقع IMDb (الإنجليزية)
- أريادنا روميرو على موقع دليل عارضات الأزياء (الإنجليزية)